# Нава (город)
Нава (ара. نوى, лат. Nawā) — город в Сирии, административно принадлежащий мухафазе Дараа. В древности это был город Неве в римской провинции Аравии Петрея.

## География
Расположен 85 км к югу от Дамаска, в мухафазе Даръа.
Основная часть населения занята в сельском хозяйстве. Выращивают овощи (картофель, томаты) и зерновые (рожь, пшеница, нут). Кроме того, в окрестностях города произрастают оливы и виноград.

## Достопримечательности
Имеется больница, центр возрождения села, культурный центр, спортивный клуб.

## Известные жители
- Ан-Навави